# Иво Лола Рибар (ТВ филм)
„Иво Лола Рибар” је југословенски ТВ филм из 1973. године. Режирао га је Ненад Момчиловић који је написао и сценарио.